# Рочдејл
Рочдејл (енгл. Rochdale) је град у Уједињеном Краљевству у Енглеској. Према процени из 2007. у граду је живело 98.241 становника.

## Становништво
Према процени, у граду је 2008. живело 98.241 становника.
| 1981.  | 1991.  | 2001.  |
| ------ | ------ | ------ |
| 97,292 | 94,313 | 95,796 |